# Стромп, Франсишку
Франсишку Стромп (порт. Francisco Stromp; 21 мая 1892, Лиссабон, Португалия — 1 июля 1930, там же) — португальский футболист, один из основателей и первый главный тренер лиссабонского «Спортинга», также вице-президент клуба. С перерывами, связанными с учёбой, военной службой, участием в событиях, последовавших за революцией 1910 года, работой в банковской сфере, Стромп отыграл за «Спортинг» 16 сезонов, выступая на позициях правого полузащитника и нападающего.

## Биография

### Ранние годы и основание «Спортинга»
Франсишку Стромп родился в Лиссабоне, но в возрасте трёх лет по настоянию врачей родители перевезли нуждающегося в свежем воздухе мальчика за город, в местность под названием Лумиар, где он и вырос. Там же подружился со своим будущим компаньоном Жозе Алваладе, внуком виконта ди Алваладе. Образование Франсишку получал в Лицее Камоиша (Escola Secundária de Camões), затем - в Высшем техническом институте (Instituto Superior Técnico) на инженерных курсах. В последнем учебном заведении и началось увлечение Стромпа игрой в футбол; а вскоре он загорелся идеей создать футбольный клуб. Совместно с единомышленниками эта идея была претворена в жизнь: 12 апреля 1906 года на свет появился футбольный клуб «Кампу-Гранди» (Campo Grande Football Club), названный так в честь района португальской столицы. Довольно скоро стало очевидно, что разные учредители футбольного клуба по-разному представляли себе его цели: одни считали институт спортивного клуба лучшей формой клуба политического и полагали, что первейшая его цель - участие в общественных мероприятиях (политическая ситуация в это время была необычайно обострена: Португалия находилась на грани революции), другие же не имели в виду ничего, кроме спорта. Разногласия вызывали и другие вопросы, например, местоположение штаб-квартиры клуба. Раскол был неизбежен: 18 учредителей «Кампу-Гранди» в возрасте от 14 до 22 лет во главе с 14-летним Франсишку Стромпом и 21-летним Жозе Алваладе, при непосредственном влиянии братьев Гаваццо, в частности Жозе, вышли из этого дела и, заручившись финансовой поддержкой виконта ди Алваладе, учредили ещё один клуб, на этот раз исключительно спортивного характера. От прежнего номинально футбольного профиля было решено отказаться: к сфере интересов нового клуба относились и футбол, и теннис, и крикет, а также гимнастика, фехтование, хоккей на траве и даже перетягивание канатов. 1 июля 1906 года считается официальной датой основания многопрофильного спортивного клуба «Спортинг» (Sporting Clube de Portugal). В дополнение к двумстам тысячам реалов виконт ди Алваладе выделил под строительство спортивных объектов клуба землю на одной из своих ферм, а сам стал ассоциированным протектором, а затем председателем совета директоров и почётным президентом.

### Футбольная команда
Первый матч футбольной команды состоялся 3 февраля 1907 года: «Круз Негра» из Алкантары разгромил «Спортинг» со счётом 5:1. 1 декабря того же года был сыгран первый матч в рамках будущего принципиального противостояния национального уровня: поединок «Спортивного клуба Португалии» и «Спортивного общества Лиссабона», со следующего года известного под именем «Бенфика», закончился победой первых со счётом 2:1 и ознаменовался скандалом: футболисты «Спортинга» при счёте 1:1 покинули поле, сославшись на сильный дождь, но, будучи обвинены в трусости со стороны готовых продолжить матч игроков «Бенфики», вернулись и довели матч до конца, забив победный гол. Этот эпизод только усилил репутацию «Спортинга» как клуба, ориентированного на средний класс и элиту, в противовес «Бенфике», опиравшейся на рабочих и бедноту. Франсишку Стромп в этот период работы клуба какого-либо участия в его спортивной деятельности не принимал, хотя и рассчитывал в какой-то момент присоединиться к футбольной команде, к которой не был равнодушен изначально. Пока же он занимается организационными вопросами, информационными, даже дизайнерскими: на его плечах - ворох дел; отмечался энтузиазм юноши во всём, что касалось клуба, с которым он решил связать свою жизнь и который позже называл своей «главной страстью». Именно Стромп считается автором или одним из авторов игровой, зелёно-белой формы «Спортинга»; во всяком случае, в историю эта форма вошла под названием Stromp Kit (также известно, что Стромп носил пошитый для команды зелёно-белый свитер и в повседневной жизни). Несмотря на серьёзную занятость в клубе, он продолжает получать инженерное образование, хотя и отдаёт предпочтение работе в «Спортинге». Между тем свой дебютный сезон 1907/1908 футбольная команда, пополнившаяся по его ходу сильными игроками «Бенфики», заканчивает на второй строчке лиссабонского чемпионата.
В 1908 году 16-летний Стромп дебютирует за футбольную команду «Спортинга»; впоследствии он вырастет в великолепного игрока и будет признан самым популярным футболистом клуба. Его поведение на поле с юных лет было исключительно порядочным и уважительным по отношению к сопернику; можно сказать, что Стромп ввёл в Португалии определённую моду на джентльменский стиль поведения в футболе. Достаточно быстро Стромп становится центральной фигурой в команде, а с 1913 года - её капитаном. Поскольку именно капитаны в то время исполняли тренерские обязанности, то именно Стромп в 1916 году стал первым официальным главным тренером «Спортинга». Впрочем, уже на следующий год от специальной тренерской должности в команде отказались, и Стромп вернулся к исполнению обязанностей в качестве непосредственного лидера команды, на поле или за его пределами. В воспоминаниях современников отмечается новаторство Франсишку в деле мотивирования игроков перед матчами: он устраивал целые представления в раздевалках, обращаясь к одноклубникам с вдохновляющими речами в подчёркнуто эмоциональном стиле, «заводя» их и настраивая на необходимый лад, «часто с глазами, полными слёз». Также Стромп занимался скаутской деятельностью, рассылая пригласительные письма заинтересовавшим его футболистам других клубов, и лично решал вопросы об их трудоустройстве; относилась к его ведению и селекционная работа. В эти годы Стромп является главным вдохновителем футбольного проекта «Спортинга», вникает во все детали и чувствует себя ответственным за все аспекты его деятельности. По расхожему выражению, «Спортинг» становится «частью семьи» Стромпа. Однако бурная социально-политическая жизнь в Португалии начала 1910-х гг., и в Лиссабоне в частности, то и дело отрывала и от футбола, и от института.

### До и после триумфа
Революция 1910 года нанесла серьёзный финансовый урон клубу: его основной спонсор виконт ди Алваладе, не скрывавший своих монархических симпатий, вынужден покинуть страну. Что до самого Стромпа, то во время прохождения военной службы он принял участие в подготовке переворота, целью которого было восстановление монархии. Однако до дела не дошло: заговор потерпел неудачу и его участники отправились за решётку на различные сроки. Капитан Стромп отсидел в тюрьме четыре месяца. Тем временем временем пустырь на бывшей ферме виконта превращается в большой спортивный комплекс с полями для различных командных игр, беговыми дорожками, различными площадками и, что автоматически превращало его в уникальное по тем временам сооружение, с душевыми кабинками. Тогда же теннисная команда «Спортинга» выигрывает для клуба его первые титулы, почин поддерживают гимнасты (родной брат Франсишку, Антониу Стромп, выигрывает чемпионат Португалии по метанию диска), и становится очевидно, что затея со «Спортивным клубом Португалии» себя оправдала. Дело оставалось за любимым детищем Стромпа, футбольной командой. В 1915 году «Спортинг» впервые выиграл Чемпионат Лиссабона и впервые же стал обладателем Кубка Чести Лиссабона. С этого момента «Спортинг» - в авангарде спортивной Португалии.
Четырежды Франсишку Стромп в составе «Спортинга» выигрывает Чемпионат Лиссабона, столько же - становится обладателем Кубка Чести (причём однажды выигрывает данный турнир ещё и в качестве главного тренера). С начала 1920-х гг. команда подбирается к историческому успеху и своей первой большой победе. В 1922 году «Спортинг» играет в финале вновь учреждённого Кубка Португалии, главного и единственного разыгрываемого на тот момент национального турнира (в то время он именовался национальным чемпионатом, но сейчас таковым не признаётся и приравнивается именно к национальному кубку). В серии из трёх матчей, состоявшихся 4-го, 11-го и 18-го июня, общую победу одержали футболисты «Порту» (2:1, 0:2 и 3:1 д. в.). Успех же «Спортинга» в этом турнире совпал с последним активным сезоном Стромпа - 24 июня 1923 года «Спортинг» громит в финале Кубка Португалии «Академику» со счётом 3:0 и впервые выигрывает заветный трофей. В 1924 году, будучи действующим победителем главного футбольного турнира страны, 31-летний Стромп официально завершил карьеру игрока. В дальнейшем он сосредоточился на управленческой деятельности, вынужденно совмещая её с работой в Banco Nacional Ultramarino, приносящей необходимый доход. С 19 февраля 1925 года по 23 февраля 1926 года Франсишку Стромп занимал пост вице-президента «Спортинга», а до назначения и после отставки участвовал в руководстве клуба на различных административных, общественных и хозяйственных должностях.

### Сборная
Строго говоря, Стромп никогда не играл за национальную команду Португалии, однако на его счету 25 матчей за сборную клубов Португалии («лицо португальского футбола на международной арене»), в составе которой он принимал участие в играх против различных иностранных сборных команд. Особенно известным стало путешествие португальской клубной сборной на турнир в Бразилию в 1913 году. Соперником португальцев была самая что ни на есть сборная Бразилии, ещё никак не связанная с бразильской футбольной конфедерацией (официально она станет её членом в следующем, 1914 году) и потому не вполне официальная. По одним данным, матч против бразильцев был первым международным опытом Стромпа, по другим - он принимал участие ещё и в испанском турне 1910 года, в том числе - в матче против «Уэльвы» (4:0), когда, как считается, дважды поразил ворота соперника.

### Гибель
Франсишку Стромп покончил жизнь самоубийством в возрасте 38 лет 1 июля 1930 года, намеренно выбрав для этого годовщину основания единственной страсти своей жизни - «Спортинга». Страшная болезнь, заставившая его решиться на подобный шаг, сифилис, была диагностирована у него собственным отцом, врачом по специальности. Картина случившегося описывается следующим образом: 1 июля, рано утром, вместо того, чтобы пойти на работу в Banco Nacional Ultramarino, Стромп отправился на железнодорожный вокзал Сете-Риуш; рассчитав момент приближения поезда, он снял пальто и, расставив руки, бросился под него.
Трагическая смерть основателя и первого великого футболиста «Спортинга» всколыхнула Португалию и оказала сильнейшее эмоциональное воздействие на людей, так или иначе связанных с клубом, не говоря уже о болельщиках, боготворивших Стромпа. С 1930 года его образ начинает идеализироваться и обрастать легендами; первый капитан и первый главный тренер лиссабонской команды постепенно превращается в идеальную личность, идеального человека, идеального спортсмена. Третий номер, под которым Стромп заканчивал игровую карьеру, навсегда закреплён за ним: он вечный одноклубник всех поколений футболистов «Спортинга».

## Память
26 октября 1990 года Франсишку Стромп посмертно награждён правительственной медалью за спортивные заслуги перед Португалией.
В его честь названа улица в лиссабонском районе Лумиар, бывшим лишь сельской местностью, когда в 1895 году туда перебралась семья Стромпов и где вырос Франсишку. Там же, на Rua Francisco Stromp в память о нём установлен бронзовый бюст на каменном постаменте: Стромп изображается одетым в игровую форму клуба. Помимо этого, его именем названа серия трофеев (Troféu Francisco Stromp), разыгрываемых в рамках лиссабонских турниров по нескольким видам спорта. Именем Стромпа названы призы и награды, ежегодно вручаемые по различным спортивным дисциплинам от «Спортивного клуба Португалии».

## Достижения

### В качестве игрока
Спортинг
- Обладатель Кубка Португалии: (1) 1922/23
- Чемпион Лиссабона: (4) 1914/15, 1918/19, 1921/22, 1922/23
- Обладатель Кубка Славы Лиссабона: (4) 1914/15, 1915/16, 1916/17, 1921/22
- Финалист Кубка Португалии: 1921/22

### В качестве тренера
Спортинг
- Обладатель Кубка Славы Лиссабона: (1) 1916/17